# Slaget ved Cannae
Slaget ved Cannae var et betydningsfuldt slag under den Anden Puniske Krig mellem den Romerske Republik og Karthago, der blev udkæmpet den 2. august 216 f.Kr. nær den antikke landsby Cannae i Apulien, det sydøstlige Italien. Kathagerne og deres allierede – ledet af Hannibal – omringede og praktisk talt udslettede den kombinerede romerske og italienske hær, der var ledet af konsulerne Lucius Aemilius Paullus og Gajus Terentius Varro. Det betragtes som en af de største taktiske bedrifter i militærhistorien og et af de værste nederlag i romersk historie, og det cementerede Hannibals ry som en af antikkens største taktikere.
Efter at romerne havde genvundet deres styrke efter deres tab i forbindelse med Slaget ved Trebia (218 f.Kr.) og Slaget ved Trasimenosøen (217 f.Kr.) besluttede de at engagere Hannibal i kamp ved Cannae med cirka 86.000 romerske og allierede (socii) tropper. Romerne opstillede deres tunge infanteri i en dybere formation end sædvanligt, mens Hannibal anvendte en dobbelte omringningstaktik. Det lykkes Hannibal at omringede sin fjende, hvilket fangede størstedelen af den romerske hær, som derefter blev nedkæmpet. Tabene på romersk side betød, at det var en af de mest dødbringende enkeltdage i krigshistorien. Historikeren Adrian Goldsworthy sidestiller dødstallet ved Cannae med "den massive nedslagtning af den britiske hær på den første dag af Somme-offensiven i 1916". Kun omkring 15.000 romere – hvoraf de fleste heraf var fra garnisonerne i lejrene der ikke havde deltaget i slaget – undslap døden. Efter nederlaget faldt Capua og flere andre romersk-allierede italienske bystater og skiftede troskab til Karthago.
Da nyheden om dette nederlag nåede Rom, blev byen grebet af panik. Myndighederne tyede til ekstraordinære foranstaltninger, som omfattede konsultation af de Sibyllinske Bøger, udsendelse af en delegation ledet af Quintus Fabius Pictor for at konsultere oraklet i Delfi i Grækenland og begravelse af fire mennesker levende som et offer til deres guder. For at være i stand til at rejse to nye legioner sænkede myndighederne værnepligtsalderen og indrullerede kriminelle, skyldnere og endda slaver. På trods af det enorme tab af mænd og materiel – herunder i forbindelse med et andet massivt nederlag senere samme år ved Silva Litana – nægtede romerne at overgive sig til Hannibal. Hannibals tilbud om at løskøbe overlevende blev ligeledes afvist. Romerne kæmpede i yderligere 14 år, indtil de opnåede en afgørende sejr i forbindelse med Slaget ved Zama.

## Strategisk baggrund
Kort efter begyndelsen på den Anden Puniske Krig krydsede Hannibal ind i Italien ved at passere Pyrenæerne og Alperne over sommeren og det tidlige efterår 218 f.Kr. Han vandt hurtigt store sejre over romerne i forbindelse med Slaget ved Trebia og Slaget ved Trasimenosøen. Efter disse tab udnævnte romerne Quintus Fabius Maximus Verrucosus til diktator for at håndtere truslen.
Fabius brugte udmattelseskrigsførelse mod Hannibal ved at afskære hans forsyningslinjer og undgå store slag. Disse taktikker viste sig at være upopulære blandt romerne, der – efterhånden som de kom sig over chokket fra Hannibals indledende sejre – begyndte at sætte spørgsmålstegn ved visdommen i den såkaldte Fabianske strategi, som havde givet den karthaginianske hær en chance for at omgruppere sig. Størstedelen af romerne var ivrige efter at se en hurtig afslutning på krigen. Man frygtede, at hvis Hannibal fortsatte med at plyndre Italien uden modstand, kunne Roms allierede (socii) skifte troskab over til den karthaginianske side.
Da Fabius' embedsperiode som diktator således nærmede sig sin afslutning, fornyede Senatet ikke hans diktatoriske beføjelser, og kommandoen blev givet til konsulerne Gnæus Servilius Geminus og Marcus Atilius Regulus. I 216 f.Kr., da valgene blev genoptaget, blev Gajus Terentius Varro og Lucius Aemilius Paullus valgt som konsuler, og sat i spidsen for en nyligt etableret hær af hidtil uset størrelse. De blev herefter beordret til at engagere Hannibal i kamp. Polybios skrev:
Senatet besluttede at bringe otte legioner i felten, hvilket aldrig var sket i Rom før, hver legion bestående af fem tusind mand foruden allierede. ... De fleste af deres [Roms] krige afgøres af én konsul og to legioner med deres andel af allierede; og de bruger sjældent alle fire på én gang og i én tjeneste. Men ved denne lejlighed, så stor var alarmen og frygten for, hvad der ville ske, besluttede de ikke kun at bringe fire, men otte legioner i felten.— Polybios, Historier

### Estimater på romerske troppeantal
Rom indsatte typisk fire legioner hvert år, hver bestående af 4.000 fodsoldater og 200 ryttere. I henhold til samtidige romerske kilder introducerede Senatet for første gang nogensinde otte legioner, hver bestående af 5.000 fodsoldater og 300 ryttere, med allierede tropper, der talte det samme antal fodsoldater, men 900 ryttere per legion – sidstnævnte mere end tre gange legionernes antal. Otte legioner – omkring 40.000 romerske soldater og anslået 2.400 ryttere – udgjorde kernen i denne massive nye hær. Livius citerer en kilde, der angiver, at romerne kun tilføjede 10.000 mand til deres sædvanlige hær.

## Slaget
En hær på mere end 80.000 mand blev samlet under ledelse af konsulerne Paulus og Varro og sendt mod Hannibal i sommeren 216 f.Kr. Hannibal havde forsøgt at indtage Rom, men havde opgivet og var i foråret søgt mod Syditalien hvor han erobrede et romersk forrådsdepot ved Cannae. Romerne nåede til Cannae i juli, og den 2. august mødtes de to hære på slagmarken.
Romerne havde taget opstilling i en vanlig tæt angrebsformation og indledte et angreb på Hannibals center, der primært bestod af galliske lejetropper. De mere erfarne libyere havde Hannibal placeret på fløjene, mens hans numidiske kavaleri blev holdt helt ude ved flanken. Denne opstilling af den kathagiske hær betød at romerne langsomt pressede gallerne tilbage, mens de selv blev omringet af fjenden.
Hannibals meget erfarne kavaleri jagede det romerske rytteri væk, og de mest erfarne soldater i hæren var nu fri til at indlede et angreb på romerne bagfra, mens libyerne angreb flankerne.
Resultatet af slaget blev, at den romerske hær blev totalt udslettet med 60,000 til 70,000 faldne (heriblandt Paulus) og 10,000 fanger. Mere end 80.000 soldater mistede livet i slaget, hvilket var et meget højt tal for oldtidens krige.

## Konsekvenser
Efter nederlaget var romerne nær panik: de havde mistet størstedelen af deres hær, og resterne var stærkt demotiverede. Romerne måtte ændre taktik og undgik nu åbne konfrontationer med Hannibal til 14 år senere ved Zama. Hannibal havde håbet, at de italienske byer ville slutte sig til ham, hvilket ikke skete. Hannibal rådede ikke længere over de ressourcer, der kunne afgøre krigen til hans fordel, selv ikke Karthago ville sende ham forstærkninger. Resultatet blev, at krigen blev forlænget med flere år.

## Slaget betydning i eftertiden
Slaget er i militærhistorisk berømt pga. Hannibals taktik, som muliggjorde en total udslettelse af en fjendtlig hær, der var fire gange så stor. Slaget bevirkede at romernes militærtaktik forandredes for altid.
Kaj Munk har skrevet skuespillet Før Cannae.